# Juliette Gréco
Juliette Gréco, (Montpeller, França, 7 de febrer de 1927 - Ramatuela, França, 23 de setembre de 2020) fou una actriu i cantant francesa.

## Biografia
El 1939 és aprenenta de ballarina a l'Òpera Garnier. La seva mare l'entrena en la resistència. Capturada, no és deportada a causa de la seva jove edat, però és empresonada a Fresnes, mentre que la seva mare i la seva germana gran Coca són deportades a Ravensbrück d'on tornaran el 1945, després de l'alliberament del camp pels Americans. Una vegada alliberada de Fresnes, es troba sense recursos a París. Va llavors a l'única persona que coneix que resideix a la capital, Hélène Duc, que havia estat la seva professora de francès a Bergerac i una amiga de la seva mare. Sap que Hélène viu al carrer Servandoni, a prop de l'Església de Saint-Sulpice. Hélène Duc l'allotja a la pensió on ella mateixa roman i s'encarrega d'ella.
El barri de Saint-Germain-des-Prés (París) és a prop d'allà i, el 1945, Juliette descobreix l'ebullició intel·lectual de la riba esquerra i la vida política a través de les Joventuts comunistes. Interpreta alguns papers al teatre(Victor ou les Enfants au pouvoir el novembre de 1946 i treballa en una emissió de ràdio consagrada a la poesia.
El 1949, disposant d'un ric repertori (de Jean-Paul Sartre a Boris Vian…), participa en la reobertura del cabaret Bœuf sur le toit. Coneix aquell any Miles Davis del qual s'enamora. El 1951, rep el premi de la Sacem per a  Je hais les dimanches . El 1952, marxa de gira al Brasil i als Estats Units amb la revista April in Paris.
El 1954 canta a l'Olympia. Coneix el seu futur espòs, l'actor Philippe Lemaire, en el rodatge de la pel·lícula Quand tu liras cette lettre de Jean-Pierre Melville. Es divorcien el 1956 després del naixement de la seva filla Laurence-Marie.
Se'n va a Nova York i les seves interpretacions dels principals autors francesos entusiasmen els americans. Hollywood l'afalaga. Coneix el poderós productor Darryl Zanuck al rodatge de la pel·lícula The Sun Also Rises de Henry King (1957). Es converteix en el seu company, malgrat les diferències d'edat i de temperament. Roda en algunes de les seves produccions fins al 1961, sobretot sota la direcció de John Huston a The Roots of Heaven (1958) i de Richard Fleischer a Crack in the Mirror (1960), tots dos amb Orson Welles.
El 1960 torna a la cançó que ja no deixarà, descobreix i fa descobrir nous talents: Jacques Brel, Serge Gainsbourg, Guy Béart i Léo Ferré.
El 1965 efectua una gira de les cases de la cultura dels afores parisencs oferint gratuïtament a un públic de joves estudiants i d'obrers que descobreixen tots els autors i els compositors que ella es lliura com a missió de servir. El 1965 té un paper principal al fulletó televisat Belphégor ou le Fantôme du Louvre. També el 1965, en un sopar de caps de cartell organitzat per una revista parisenca, es troba asseguda al costat de Michel Piccoli que es convertirà en el seu marit el 1966. Es separaran el 1977.
El 1968 inaugura la fórmula dels concerts de 18 hores 30 al Théâtre de la Ville a París. Hi interpreta una de les seves més cèlebres cançons, Déshabillez-moi.
Grava l'abril de 1969 un títol de Didier Rimaud a petició del seu amic François Rauber, Faurait aller plus loin, cançó integrada a l'àlbum Difficile amour de Bernard Geoffroy.
A partir de 1975 Gérard Jouannest, el seu pianista i acompanyant des de 1968, compon la música de les seves cançons. Es casa amb ell el 1988. Fa nombroses gires a l'estranger i més freqüentment a Itàlia, a Alemanya, al Canadà i al Japó.
Li és atorgada la Legió d'Honor pel Primer ministre Laurent Fabius, el 23 d'octubre de 1984.
Troba una vegada més el seu públic de l'Olympia el 1991.
Grava el 1993 un àlbum amb texts d'Esteve Roda i Gil sobre músiques, entre d'altres, de João Bosco, Julien Clerc, Gérard Jouannest i Caetano Veloso. L'octubre de 1993 fa un nou recital a l'Olympia seguit d'una gira.
1994: reimpressió de l'àlbum de 1993 al voltant d'una cançó: Le temps des cerises que presentarà d'ara endavant en tots els seus recitals com «una cançó d'amor i en conseqüència una cançó revolucionària, i una cançó revolucionària en conseqüència una cançó d'amor».
1998: després d'una absència discogràfica de 4 anys, grava per als discs Meys un àlbum completament escrit per Jean-Claude Carrière. L'àlbum és creat en públic en un recital al Teatre de l'Odèon a París el maig de 1999. El 2003 torna a Polydor i grava un nou àlbum sobre texts de Christophe Miossec, Casa Nimier i Jean Rouault, Benjamin Biolay i Gérard Manset. El conjunt és musicat per Gérard Jouannest i François Rauber.
Torna a l'Olímpia el 2004. El 2006 marxa a Nova York a gravar un àlbum amb músics de jazz que sortirà amb el títol Le Temps d'une chanson.
El 10 de març de 2007 les Victoires de la musique la coronen amb una «Victòria d'honor» per a tota la seva carrera. Per primera vegada, el 27 d'octubre de 2007, dona un concert a la Sala Pleyel acompanyada d'una formació reduïda. El novembre de 2008, grava en duo la cançó Roméo et Juliette amb Abd Al Malik (àlbum Dante).
Finals de 2008 començaments de 2009, prepara un nou àlbum realitzat a partir de texts d'Olivia Ruiz i d'Abd Al Malik.

El març de 2010, un nou documental Je suis comme je suis de Brigitte Huault-Delannoy, és projectat en el seu honor i en la seva presència a Montreal (Place des Arts).
És membre del comitè de padrinatge de la Coordination française pour la Décennie de la culture de paix et de non-violence.
Prop de l'esquerra ha cosignat, amb Pierre Arditi, Maxime Le Forestier i Michel Piccoli una carta oberta el 4 de maig de 2009, a l'atenció de Martine Aubry, primera secretària del Partit socialista, demanant els diputats socialistes a adoptar la llei Hadopi.

## Premis
- 1951: Premi Édith-Piaf d'interpretació de Deauville per a la cançó Odio els diumenges (lletra de Charles Aznavour i música de Florence Véran)
- 1952: Gran Premi del disc per a la cançó Roman (lletra d'Henri Bassis i música de Joseph Kosma)
- 1964: Gran Premi de l'Acadèmia Charles per a l'àlbum Gréco Canta Mac Orlan (lletra de Pierre Mac Orlan i música de Philippe Gérard)
- 1984: Cavallers de la Legió d'Honor
- 2007: Victòria d'honor per a la seva carrera a les Victòires de la musique
- 2009: Medalla d'or de la Sacem per als seus 60 anys de carrera

## Els èxits de Juliette
Juliette Gréco es dedica a interpretar i revelar nous autors i compositors, pas artístic que sembla entusiasmar-la més que d'escriure ella mateixa les seves cançons. Intenta no obstant escriure els seus dos àlbums gravats sota l'etiqueta RCA Victor. Així, interpreta molt sensualment, sobre una música de Gérard Jouannest Le Mal du temps (1975) i Pays de déraison (1977) mentre que sembla preferir el títol que consagra a la maternitat, L'Enfant.

## L'intèrpret i els seus autors

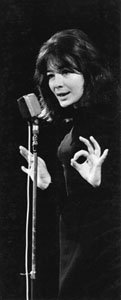
Juliette Gréco (1963)

### Sóc per servir, sóc intèrpret.[8]
| « | En tot el que canto i en la meva vida, sóc en alguna part. […] Les paraules, és molt greu, per a mi. […;] no puc posar a la meva boca paraules que no m'agraden. […] sóc per servir. Hi ha una bonica frase a la Bíblia, que diu: «Sóc la serventa del Senyor, que m'ha fet segons la seva paraula. » I jo, els meus Senyors, són els escriptors i els músics. Sóc per servir, sóc intèrpret. […] La cançó és un art particular, extremadament difícil (quan es fa bé), contràriament al que es pot creure. Cal escriure una obra teatral o una novel·la en 2 minuts i mig / 3 minuts i és un exercici extraordinari. És important, una cançó. Va a les orelles de tothom, es passeja pel carrer, travessa el mar, és important una cançó, acompanya la vostra vida… […] Els poetes, els músics, necessiten intèrprets. No són sempre els millors intèrprets de les seves obres, no és veritat. A vegades, nosaltres, intèrprets, ens trobem coses que no han entès… | » |

### La. La. La. - Emissió de televisió el1966.[10]
En aquesta emissió que li és dedicada completament, Gréco s'envolta d'alguns dels seus autors i compositors, un plató ple de llegendes de la cançó francesa, entre altres: Charles Trenet, Joseph Kosma, Françoise Sagan, Serge Gainsbourg i Pierre Louki. Dos d'ells testimonien així: 
- Joseph Kosma:

| « | Ha canviat l'aspecte de la cançó perquè la seva tria és sempre la poesia. La cançó no és sempre poètica i ha fet verdaderament una cosa molt important. Simplement, existeix, amb això ja n'hi ha prou. | » |

- Serge Gainsbourg (després d'haver interpretat La javanaise):

| « | Aquesta Javanaise, que va ser tan incompresa perquè hi parlo javanès, l'he escrit per a Juliette Gréco i li he donat de seguida de la seva tornada dels Estats Units (sic) [aparició el maig de 1963]. Penso que sóc un autor privilegiat ja que m'ha cantat i penso que no hi ha cap autor digne d'aquest nom o almenys tenint tant poca vestimenta literària que no hagi desitjat escriure per a ella. | » |

De Pierre Louki, Gréco s'entristeix que el seu talent no sigui reconegut en el seu just valor: 
- Gréco:

| « | Jo, el que em suposa molt, molt de plaer, és que tens un molt ampli ventall. És a dir que pots escriure cançons com aquesta [Les Vrais copains, que acaba d'interpretar] o com Il y a vingt ans, o com Les Sardines, o com La Môme aux boutons… | » |

- Pierre Louki:

| « | Feia cinc, sis anys (o potser fins i tot set o vuit anys) que escoltava les cançons de Juliette Gréco i em deia, finalment, ella mai no em cantarà… I després un divendres o un dijous a la tarda, en tots els casos cap al vespre, he rebut una trucada dient-me, vine a tal estudi a tal hora, se't grava L'Arbre mort. No estava en absolut assabentat i llavors he dit, qui em registra L'Arbre mort ? Se m'ha dit: Juliette Gréco. I això, he de dir que no me’n sabia avenir en absolut i encara ara, estic bojament content… | » |

 (Gréco canta Sur l'Arbre mort, lletra de Pierre Louki i música de Colette Mansard, 1963).

## Testimonis
- Jean-Paul Sartre:[11]

| « | Gréco té milions a la gola: milions de poemes que no han estat encara escrits, alguns s'escriuran. Es fan obres per a certs actors, per què no s'haurien de fer poemes per a una veu ? Critica els prosistes, remordiments. El treballador de la ploma que traça sobre el paper signes apagats i negres acaba oblidant que les paraules tenen una bellesa sensual. La veu de Gréco els ho recorda. Dolça llum calenta, les frega encenent els seus focs. És gràcies a ella, i per veure les meves paraules convertir-se en pedres precioses, que he escrit cançons. És veritat que no les canta, però amb una n'hi ha prou, per tenir dret a la meva gratitud i a la de tots, quan canta les cançons dels altres. | » |

- Pierre Mac Orlan:[13]

| « | Si sentiu una veu que és la crida de l'ombra, és Gréco. Si, amb els ulls tancats, sentiu la cançó de la vostra adolescència... és Gréco. És Juliette Gréco que porta la cançó a qui la li reclama. | » |

- Louis Nucera:[14]

| « | Juliette Gréco és més que un nom. És el seu prestigi. Un mite. En el cor de les multituds d'Orient i d'Occident, és la més gran des de la desaparició de Piaf. Té la bellesa mil·lenària dels gats i també els seus magnífics silencis poblats de màgia. | » |

- Bernard Lavilliers:[8]

| « | Hom no es troba tots els dies amb gent d'aquest nivell, que té aquesta espècie de sensibilitat, intel·ligència, i una classe que no és mai vulgar, sinó extremadament graciosa. I fins i tot utilitza paraules que només els homes utilitzen perquè ho ha fet des de la seva adolescència. | » |

- Anna Mouglalis.:[15][16]

| « | Gréco es fot de les convencions amb una gràcia inaudita. És una dona que ha tingut un repertori d'home. Ha cristal·litzat els fantasmes sense fer-se mai un objecte del desig. | » |

- Jean-Pierre Melville (a propòsit de la seva pel·lícula Quand tu liras cette lettre):[17]

| « | Gréco, era el costat no sensat de la pel·lícula. Juliette mai no ha estat del món del cinema. Fins i tot en aquell temps quan vivia amb Darryl F. Zanuck, mai no ha format part d'aquest món [...]. Estimava molt Juliette, una noia intel·ligent, verdaderament molt maca. Quan em recordo de la petita rabassuda de 47-48... Durant el rodatge estava tan prima que li deiem la palaia... | » |

- Jacques Mercier, en una emissió de la Ràdio-Televisió belga de la Comunitat française:[18]

| « | El retrat xinès que li va consagrar André Lemoine ens va revelar una gata més aviat que una tigressa. «Al Gat Juliette Gréco» ens explica André « la calma no és que aparença, amaga una gran timidesa. Reserva seria probablement una paraula més apropiada. La passió marca tot el que intenta, l'excés també, però el seu encant i la seva meravellosa tolerància fan que se li perdoni amb molt de gust aquest defecte. S'interessa en profunditat pel món que envolta el seu univers personal, li agrada vagarejar, fer viatges, viure plenament les coses de la vida. Aquest Gat aprecia, com molts gats, les reunions amistoses, es presta a les reunions mundanes, però també a observar els altres. Amiga preciosa i sacrificada, Juliette Gréco si s'escau fa una crítica feroç. A notar que és més intuïtiva que psicòloga. El seu judici espontani apareix sense defecte, mentre que els seus raonaments són sovint enfosquits per la seva subjectivitat». Va donar a André una nota màxima. | » |

- Benjamin Biolay, a propòsit de la seva col·laboració:[19][20]

| « | Gréco, caldria ser idiota per aturar-se. Era en tot cas la noia que provocava Milles Davis. Encarna una França que m'agrada, una ideologia forta. | » |

## Discografia

### Les seves grans cançons

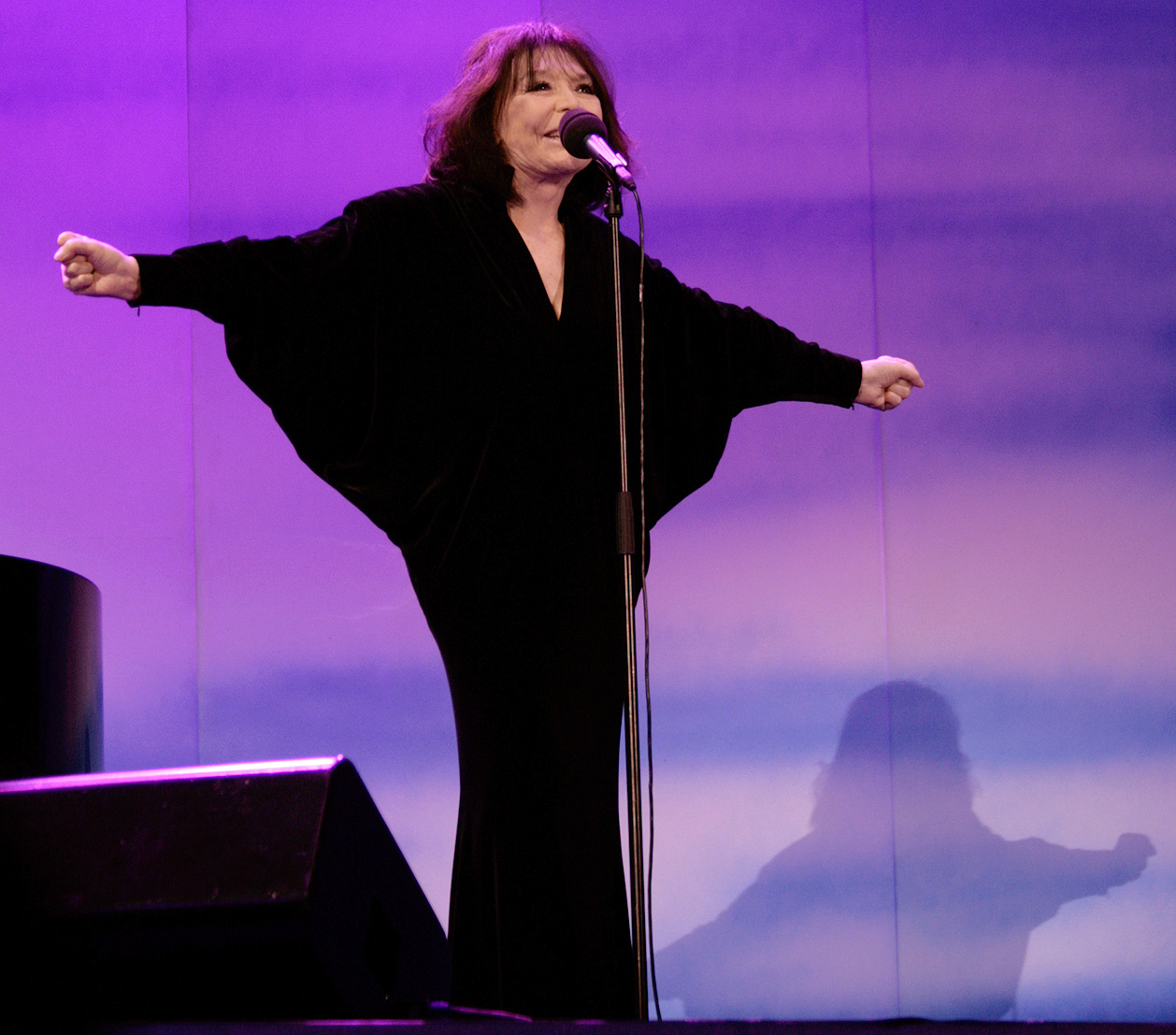
En concert el 8 de maig de 2009 a l'obertura del Festival de Viena (Wiener Festwochen 2009)

- 1950: Si tu t'imagines, poema de Raymond Queneau musicat per Joseph Kosma.
- 1950: La Fourmi, poema de Robert Desnos musicat per Joseph Kosma.
- 1951: Je suis comme je suis, lletra de Jacques Prévert i música de Joseph Kosma.[21]
- 1951: Les feuilles mortes, de la pel·lícula Les Portes de la nuit de Marcel Carné, lletra de Jacques Prévert i música de Joseph Kosma.[22]
- 1951: Sous le ciel de Paris, de la pel·lícula Sota el cel de París de Julien Duvivier, lletra de Jean Dréjac i música d'Hubert Giraud.
- 1951: Odio els diumenges, lletra de Charles Aznavour i música de Florence Véran.[23][24]
- 1953: La Fiancée du pirate, extreta de L'òpera dels tres rals, adaptació francesa d'André De Mauprey a partir de les lletra de Bertolt Brecht, música de Kurt Weill.
- 1954: Coin de rue, lletra i música de Charles Trenet
- 1955: Cançó per a l'auvergnat, lletra i música de Georges Brassens
- 1960: Il n'y a plus d'après, lletra i música de Guy Béart
- 1961: Jolie Môme, lletra i música de Léo Ferré
- 1961: C’était bien (Le P’tit bal perdu), lletra de Robert Nyel i música de Gaby Verlor
- 1962: Accordéon, lletra i música de Serge Gainsbourg
- 1962: París canaille , lletra i música de Léo Ferré
- 1963: La Javanaise, lletra i música de Serge Gainsbourg
- 1966: Un petit poisson, un petit oiseau, lletra de Jean-Max Rivière i música de Gérard Bourgeois
- 1967: Déshabillez-moi, lletra de Robert Nyel i música de Gaby Verlor
- 1970: Les Pingouins, lletra i música de Frédéric Botton
- 1971: La Chanson des vieux amants, lletra de Jacques Brel i música de Gérard Jouannest
- 1971: J’arrive, lletra de Jacques Brel i música de Gérard Jouannest
- 1972: Mon fils chante, lletra de Maurice Fanon i música de GÉRard Jouannest
- 1977: Non monsieur je n'ai pas vingt ans, lletra d'Henri Gougaud i música de Gérard Jouannest
- 1983: Le temps des cerises, poema de Jean-Baptiste Clement i música d'Antoine Renard
- 1988: Ne me quitte pas, lletra i música de Jacques Brel[25]
- 2006: La Chanson de Prévert, lletra i música de Serge Gainsbourg
- 2009: Le Déserteur, lletra i música de Boris Vian

### Integral
- 2003 -  L'Éternel féminin  - Integral en 21 CD's Mercury

### Compilacions
- 1990 - Je suis comme je suis - 2 Cd Reedició Mercury el 2002
- 1991 - Déshabillez-moi - 1 Cd Reedició Mercury el 2003

### Àlbum-gag
- El 1966, Claude Dejacques, productor a Philips, té una idea divertida. Concep de sortir, el 1r d'abril, un àlbum-gag en el qual els principals artistes de la casa intercanvien els seus èxits respectius. Així, Gréco agafa Le Folklore américain de Sheila i Le Jouet extraordinaire de Claude François mentre que France Gall ho fa amb Jolie Môme, un gran èxit de Gréco el 1961, Anne Silvestre i Barbara interprretaran Les Zozos de Pierre Perret, Claude Nougaro La Javanaise i Si tingués un martell, Johnny Hallyday Le Parapluie et Le Petit Cheval de Georges Brassens, etc. Com moltes idees originals, l'àlbum d'abril de 1966 es quedarà als armaris de la Philips, s'ignora per quines raons. No obstant això, les dues gravacions històriques de Gréco seran incloses en el volum 8 del seu integral L'Éternel féminin apareguda el 2003.

## Filmografia
- 1948: Les Frères Bouquinquant de Louis Daquin: una religiosa
- 1949: Ulysse ou les mauvaises rencontres, curtmetratge d'Alexandre Astruc: Calypso
- 1949: Au royaume des cieux de Julien Duvivier: Rachel
- 1950: Orphée de Jean Cocteau: Aglaonice
- 1950: ...Sans laisser d'adresse de Jean-Paul Le Chanois: la cantant — Canta La Fiancée du prestidigitateur
- 1951: Boum sur Paris de Maurice de Canonge: ella mateixa
- 1952: The Green Glove de Rudolph Dominat: la cantant - Romance i L'amour est parti
- 1953: Saluti e baci de Maurice Labro i Giorgio Simonelli: ella mateixa
- 1953: Quand tu liras cette lettre de Jean-Pierre Melville: Thérèse Voise
- 1955: Elena et les Hommes de Jean Renoir: Miarka, la bohèmia - canta Miarka i Méfiez-vous de Paris
- 1956: La Castellana del Libano de Richard Pottier: Maroussia - canta Mon cœur n'était pas fait pour ça
- 1956: L'Homme et l'Enfant de Raoul André: Nicky Nistakos
- 1957:  Occhio per occhio d'André Cayatte, Gréco canta C’est de destin qui commande
- 1957: The Sun Also Rises de Henry King: Georgette Aubin
- 1958: Bonjour tristesse d'Otto Preminger: ella mateixa, canta Bonjour tristesse
- 1958: The Roots of Heaven de John Huston: Minna
- 1958: The Naked Earth de Vincent Sherman: Maria — canta Demain il fera jour
- 1959: Whirlpool de Lewis Allen: Lora - canta Whirlpool
- 1960: Crack in the Mirror de Richard Fleischer: Homònin/Florence
- 1961: The Big Gamble de Richard Fleischer: Marie
- 1962: Maléfices d'Henri Decoin: Myriam Heller
- 1964: Cherchez l'idole de Michel Boisrond: aparició senzilla
- 1965: L'Amour à la mer de Guy Gilles: l'actriu
- 1965: Onkel Toms Hütte de Géza Von Radványi: Dinah - canta So Much the Worse For Me
- 1965: Belphégor ou le Fantôme du Louvre, fulletó televisat de Claude Barma: Laurence/Stéphanie – Com a continuació de l'èxit d'aquest fulletó en el qual no canta, Gréco grava posteriorment la cançó Belphégor (el compositor Philippe-Gérard s'inspira en la música composta per Antoine Duhamel per al fulletó)
- 1966: La nit dels generals (The Night of the Generals) d'Anatole Litvak: Juliette - canta L'amour est plus jeune que la mort
- 1967: Le Désordre à vingt ans, documental de Jacques Baratier: ella mateixa
- 1973: Far West de Jacques Brel: aparició senzilla
- 1975: Lily aime-moi de Maurice Dugowson: Flo
- 1999: Lettre à mon frère Guy Gilles, cinéaste trop tôt disparu, documental migmetratge de Luc Bernard: ella mateixa
- 2001: Belphégor, le fantôme du Louvre: la senyora al cementiri
- 2001: Paris à tout prix, telesèrie documental d'Yves Jeuland: ella mateixa
- 2002: Jedermanns Fest de Fritz Lehner: Yvonne Becker

## Teatre
- 1946: Victor ou les Enfants au pouvoir de Roger Vitrac, Théâtre de la Gaîté-Montparnasse
- 1955: Anastasia de Marcelle Maurette, escenificació Jean Le Poulain, Théâtre Antoine
- 1964: Bonheur, impair et passe de Françoise Sagan, escenificació Claude Régy, Françoise Sagan, Théâtre Edouard VII

## Biografia
- Bruno Blanckeman i Françoise Piazza. De Juliette a Gréco.  Éditions Bartillat París, 1994. ISBN 9782841000005. Arxivat 2012-03-14 a Wayback Machine.
- Bertrand Dicale. Gréco, Les Vides d'una cantant.  Éditions Jean-Claude Lattès París, 2001. ISBN 9782709621021. Arxivat 2010-08-03 a Wayback Machine.
- Bertrand Dicale. Gréco, L'Invention de la femme libre.  Éditions Textual París, 2009. ISBN 9782845973381.